# Taxeotis xanthogramma
Taxeotis xanthogramma är en fjärilsart som beskrevs av Oswald Beltram Lower 1903. Taxeotis xanthogramma ingår i släktet Taxeotis och familjen mätare. Inga underarter finns listade i Catalogue of Life.